# 2 Dywizja Piechoty (Królestwo Kongresowe)

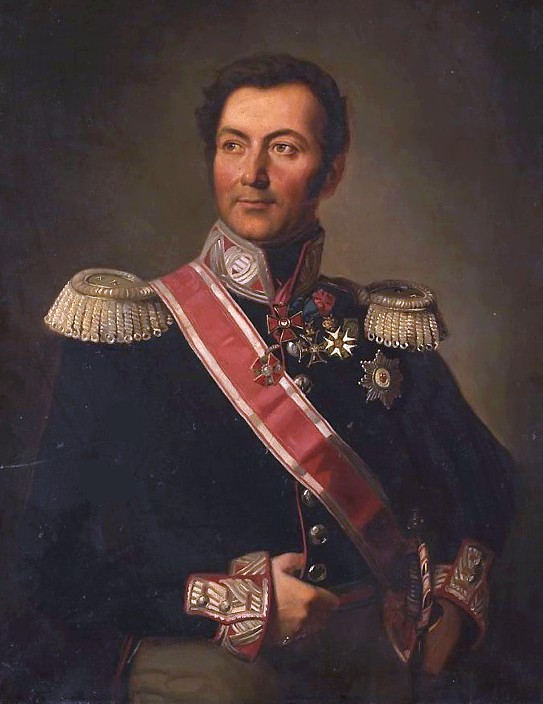
Franciszek Morawski

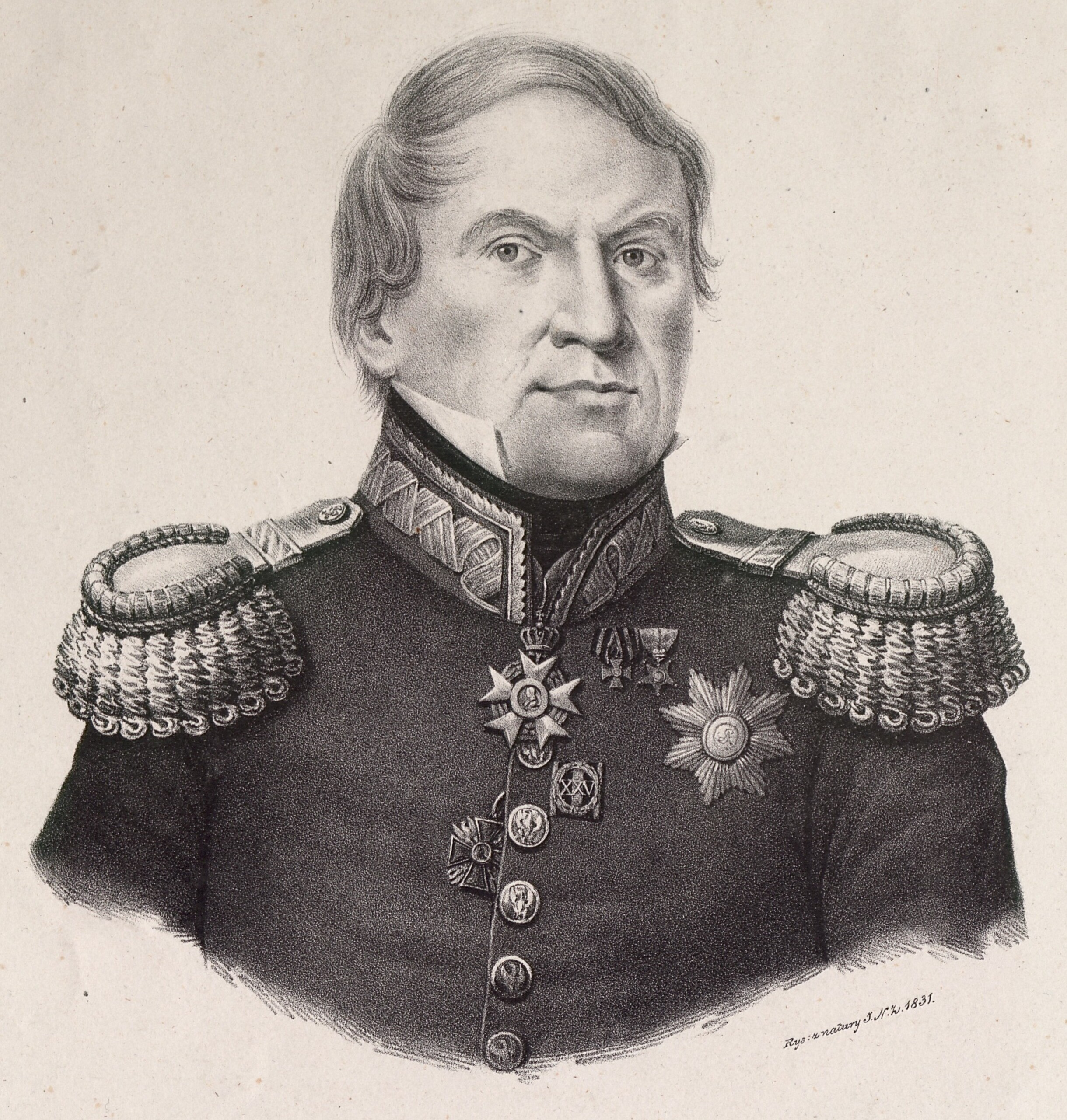
Jan Krukowiecki

2 Dywizja Piechoty – wielka jednostka piechoty Wojska Polskiego Królestwa Kongresowego.

## Formowanie i zmiany organizacyjne
Dywizja składała się z dwóch brygad piechoty liniowej oraz brygady strzelców pieszych. W skład każdej brygady wchodziły dwa pułki. Sztab znajdował się w Zamościu. Razem z 1 Dywizją Piechoty stanowiła Korpus Piechoty Królestwa Polskiego. 

## Dowódcy
Dowódcy dywizji:
- gen. dyw. Izydor Krasiński 1815–1827
- gen. dyw. Edward Żółtowski 1827–1831

Dowódcy brygad:
- 1 brygada[1].
  - gen. Edward Żółtowski od 20 stycznia 1815 do 22 sierpnia 1826
  - gen. Franciszek Morawski od 31 sierpnia 1826 do 30 stycznia 1831
- 2 brygada[3]
  - gen. Stefan Grabowski od 20 stycznia 1815 do 1816
  - gen. Ignacy Blumer od lutego 1816 do 28 października 1818
- 3 brygada (strzelców pieszych)[4]
  - gen. Jan Krukowiecki od 20 stycznia 1815 do 24 października 1819
  - gen. Hipolit Falkowski 24 października 1819
  - gen. Franciszek Morawski od 24 października 1819 do 31 sierpnia 1826
  - gen. Józef Czyżewski od 12 września 1826 do 5 maja 1831

## Miejsce stacjonowania
Sztaby jednostek stacjonowały w następujących miejscowościach:
- 1 brygada (3 i 7 pułk) - Radom i Lublin
- 2 brygada (4 i 8 pułk) - Warszawa i Pułtusk
- 3 brygada (2 i 4 pułk strzelców pieszych) - Płock i Zamość

## Uzbrojenie i umundurowanie
Uzbrojenie podstawowe piechurów stanowiły karabiny skałkowe. Pierwotnie  było to karabiny francuskie wz. 1777 (kaliber 17,5 mm), później zastąpione rosyjskimi z fabryk tulskich wz. 1811 (kaliber 17,78 mm). Poza karabinami piechurzy posiadali bagnety i tasaki (pałasze piechoty). Wyposażenie uzupełniała łopatka saperska, ładownica na 40 naboi oraz pochwa na bagnet. 
Umundurowanie piechura składało się z granatowej kurtki i sukiennych, biały spodni. Poszczególne pułki miały odmienne kolory naramienników, wyłogów oraz kołnierzy. Używano czapek czwórgraniastych. Po reformie w roku 1826 wprowadzono pantalony zapinane na guziki. Czapki czwórgraniaste zastąpiono kaszkietami z czarnymi daszkami i białymi sznurami. Na kaszkiecie znajdowała się blacha z orłem, numer pułku oraz ozdobny pompon.